# Personaggi di Banjo-Kazooie
Personaggi della serie di videogiochi Banjo-Kazooie.

## Personaggi principali di Banjo-Kazooie

### Banjo

Banjo e Kazooie

Banjo, uno dei due protagonisti della serie, è un giovane orso bruno abitante a Spiral Mountain, sull'Isola delle Streghe. Nel videogioco Banjo-Tooie definisce se stesso e Kazooie i "cercatori di Jiggy". In sua compagnia troviamo una breegull dalla cresta rossa di nome Kazooie e la sorella Tooty. Banjo indossa sempre bermuda gialli, uno zainetto blu, nel quale "abita" Kazooie, e una collana con un dente di squalo, ed è molto goloso di miele. Preferisce vivere una vita tranquilla e spensierata, ma, tra un imprevisto e l'altro, non potrà quasi mai averla. È dotato di un carattere molto tranquillo ed educato e talvolta è anche molto pigro. Nel corso del primo videogioco fa conoscenza con lo sciamano Mumbo Jumbo e la talpa Bottles che gli forniranno un aiuto prezioso nelle sue avventure.
Venne disegnato da Steve Mayles, già ideatore di Dixie Kong. Forse per favorire la popolarità del primo Banjo-Kazooie, Banjo comparve già un anno prima della sua uscita, come un pilota nel videogioco Diddy Kong Racing.
Il suo nome deriva dallo strumento musicale banjo, che nell'introduzione di Banjo-Kazooie lui stesso suona in una parodistica riproduzione della colonna sonora del gioco.

### Kazooie
Kazooie, una dei due protagonisti della serie, è un volatile femmina dalle piume rosse e gialle appartenente a una specie fittizia chiamata breegull e vive appollaiata nello zaino di Banjo, suo migliore amico.A differenza dell'orso è molto più impulsiva e sarcastica e dice spesso molte battute con anche uno sfondo satirico verso i videogiochi e tendendo a insultare gli altri personaggi e perciò viene spesso sgridata da Banjo, l'unico che non insulta per il rispetto che prova per lui. Nel primo videogioco non si separa mai da Banjo, mentre in Banjo-Tooie il giocatore può utilizzare entrambi i personaggi separatamente e far trasformare Kazooie in un draghetto sputafuoco dalla pellerossa Humba Wumba. Non va molto d'accordo con la talpa Bottles, tanto che dopo la sua morte nel secondo gioco dice: "Beh, ammettiamolo, in Banjo-Kazooie non era certo un tipo simpatico". A causa del suo sarcasmo lei e Banjo si trovano più volte in strane situazioni, come sconfiggere un granchio gigante o sgonfiare un enorme dinosauro gonfiabile.
Anche Kazooie venne disegnata da Steve Mayles, già ideatore di Dixie Kong. Il suo nome deriva dallo strumento musicale kazoo, che nell'introduzione di Banjo-Kazooie lei stessa suona in una parodistica riproduzione della colonna sonora del gioco.

### Tooty
Tooty è la sorellina di Banjo. Vive con lui a Spiral Mountain. A detta del pentolone Dingpot è più bella di Gruntilda; questo primato suscita l'invidia della strega, che la rapirà per rubarne la bellezza. Dopo la sua liberazione in Banjo-Kazooie Tooty non comparirà più in nessun gioco della serie. In Banjo-Tooie, all'interno del gigantesco bidone dell'immondizia della Nube Cuculandia si può osservare la sua foto su un cartone del latte che riporta la dicitura "ultimo avvistamento in Banjo-Kazooie".

### Gruntilda Winkybunion

Gruntilda sulla scopa

Gruntilda Winkybunion è la principale antagonista della serie. È una strega brutta, dispettosa, maligna e avida di bellezza, che predilige esprimersi parlando in rima. Nel primo gioco rapisce Tooty per sottrarre la sua bellezza, ma, prima che lei riesca nel suo diabolico piano, viene ostacolata da Banjo e Kazooie ed imprigionata sotto un masso per due anni. Gruntilda ha come assistente un orco di nome Klungo, il quale affronterà più volte Banjo e Kazooie per aiutare la sua padrona (salvo poi abbandonare Gruntilda perché stanco dei continui maltrattamenti della strega) e tre sorelle, una buona di nome Brentilda, la quale aiuterà Banjo e Kazooie a sconfiggere la strega nell'arco del primo gioco, e due di nome Mingella e Blobbelda, le quali libereranno Gruntilda dal masso sotto il quale è stata intrappolata e che verranno uccise dalla stessa sorella.
L'aspetto di Gruntilda in Banjo-Kazooie richiama quello della Perfida Strega dell'Ovest de Il mago di Oz; ha la carnagione verde, indossa un grande cappello nero a punta,una sciarpa viola e cavalca una scopa; l'aspetto della strega cambierà radicalmente di gioco in gioco a causa delle continue menomazioni subite da Banjo e Kazooie; in Banjo-Kazooie: Grunty's Revenge la strega utilizzerà un corpo robotico controllato dalla sua anima, in Banjo-Tooie Grunty è ridotta a un mucchietto d'ossa (come conseguenza del fatto che per due anni ha vissuto schiacciata da un masso) e in Banjo-Kazooie: Viti & Bulloni le viene concesso un nuovo corpo da L.O.G, il signore dei giochi, molto simile a quello che aveva nel primo gioco; tuttavia in Viti & Bulloni Gruntilda ha come testa uno scheletro privo di pelle che risiede all'interno di un contenitore trasparente.

### Brentilda Winkybunion
Brentilda Winkybunion è una fatina che appare in svariate stanze all'interno dell'antro di Gruntilda in Banjo-Kazooie ed è la sorella buona di quest'ultima. Conosce a menadito i segreti della sorella e li rivela a Banjo e Kazooie a ogni loro incontro, di modo tale che i due possano presentarsi preparati al quiz che Gruntilda ospiterà prima della battaglia finale.

### Jinjo
I Jinjo (anche noti come Gingi nell'edizione italiana di Banjo-Tooie) sono una specie di uccellini che nel primo gioco sono stati rapiti e fatti prigionieri da Gruntilda, la quale li ha sparsi nei vari mondi di gioco. Se il giocatore trova tutti e cinque i Jinjo di un mondo, l'ultimo Jinjo incontrato ricompenserà il giocatore con un Jiggy. Inoltre i Jinjo aiuteranno Banjo e Kazooie nello scontro finale con Gruntilda unendosi in un esemplare enorme della loro specie chiamato Jinjonator.
I Jinjo risiedono nel villaggio dei Jinjo sull'Isola delle Streghe assieme al loro sovrano, Re Jingaling. La popolazione dei Jinjo è suddivisa in vari colori e ogni colore ha la propria abitazione. Nel primo gioco compaiono solo cinque colori di Jinjo (azzurro, arancione, verde, giallo e fucsia), mentre in Banjo-Tooie viene rivelata l'esistenza di altri cinque colori, bianco, marrone, grigio, rosso e nero. La famiglia dei Jinjo grigi verrà sterminata dalla famiglia di Gruntilda all'inizio di Banjo-Tooie, quando le streghe guideranno il loro carro trivellatore attraverso il villaggio dei Jinjo e passeranno sopra la casa dei Jinjo grigi. Gli altri Jinjo faranno in tempo a fuggire e a sparpagliarsi in giro per l'isola, lasciando al giocatore il compito di ritrovarli e rimandarli a casa.

### Bottles
Bottles è una timida talpa molto miope e sempre affetta da forti pruriti. Nel primo gioco, oltre ad essere l'unico testimone oculare del rapimento di Tooty, insegna a Banjo e Kazooie nuove abilità da utilizzare nell'arco del gioco e spiegherà ai due come muoversi all'interno dell'antro di Gruntilda. All'inizio di Banjo-Tooie verrà ucciso dalla strega e il suo vecchio ruolo di addestratore verrà ricoperto dal sergente Jamiars. Bottles ha una moglie e due figli, con i quali vive al villaggio dei Jinjo, e un nonno di nome Bozzeye.

### Cheato

Cheato è un libro pieno di codici

Cheato è un libro rosso pieno di codici che risiede all'interno dell'antro di Gruntilda e insegnerà a Banjo e Kazooie alcuni codici che il giocatore potrà utilizzare nel corso dei giochi per ottenere alcuni benefici, come l'energia infinita e l'aumento di uova e piume trasportabili nell'inventario. Ogni volta che Cheato un codice offre ai due eroi viene minacciato da Gruntilda di essere ridotto a pezzi; la strega manterrà la sua promessa all'inizio di Banjo-Tooie, dove Cheato comparirà con le pagine strappate e incaricherà il giocatore di recuperarle in cambio di nuovi trucchi.
In Banjo-Pilot Cheato vende al giocatore nuovi personaggi giocabili e altre funzioni in cambio delle note musicali che il giocatore potrà raccogliere nei circuiti.
Il nome di Cheato richiama la parola "cheat", che in inglese significa "codice, trucco" in ambito videoludico.

### Mumbo Jumbo
Mumbo Jumbo è uno sciamano con la testa a forma di teschio dorato e il corpo fucsia.Parla sempre di se stesso in terza persona e non si rivolge mai ai suoi amici per nome(tende a chiamare Banjo e Kazooie "Orso" e "Uccello").In Banjo-Kazooie e Banjo-Kazooie: Grunty's Revenge Mumbo sarà reperibile all'interno della sua capanna, anch'essa a forma di teschio, dove trasformerà il giocatore in animali o oggetti particolari con abilità caratteristiche, come ad esempio una zucca che sarà in grado di infilarsi nelle fessure. In Banjo-Tooie Mumbo è un personaggio giocabile e ha la possibilità di compiere diversi incantesimi, come rianimare un morto, provocare la pioggia o levitare gli oggetti. In Banjo-Kazooie: Viti & bulloni Mumbo gestisce un garage nel centro del Borgo Showdown, all'interno del quale il giocatore potrà costruire i propri veicoli personalizzati.
Nel manuale di Banjo-Kazooie viene raccontato che Mumbo era l'insegnante di magia di Gruntilda, la quale un giorno ha trasformato la testa di Mumbo in un teschio.
Il nome del personaggio deriva dall'espressione inglese "mumbo jumbo", spesso utilizzata per indicare un rito magico o la superstizione di una persona.

### Klungo
Klungo è un grosso orco verde nonché il servitore della strega Gruntilda. Sembra essere molto legato alla sua padrona (a cui si rivolge come "Padrona Grunty") e parla con un bizzarro accento sibilante. Appare per la prima volta in Banjo-Kazooie, dove manovra un macchinario atto a rubare la bellezza di Tooty e a trasferirla in Gruntilda. Alla fine del gioco Klungo cercherà di rimuovere il masso che tiene intrappolata la sua padrona, compito poi svolto dalle sorelle di Gruntilda. Nel videogioco Banjo-Tooie Klungo viene incaricato da Gruntilda di impedire il passaggio a Banjo e Kazooie. Ogni volta che incontra il duo Klungo propone una battaglia, ma Banjo e Kazooie hanno sempre la meglio e Klungo viene sempre rimproverato e picchiato da Gruntilda. Dopo aver ricevuto numerose sconfitte da parte di Banjo e Kazooie, Klungo si stancherà delle continue ferite che derivano dai suoi scontri con l'orso e la breegull e dai maltrattamenti subiti da Gruntilda.Così deciderà di abbandonare la strega, di mettersi in proprio e diventare uno sviluppatore di videogiochi, ruolo che ricoprirà in Banjo-Kazooie: Viti & bulloni, dove ha aperto una sala giochi sul litorale di Borgo Showdown.

## Personaggi secondari di Banjo-Kazooie

### Roysten
Roysten è il pesciolino rosso di Banjo e compare in una boccia di vetro all'interno della casa del protagonista. In Banjo Tooie la boccia di Roysten si rompe a causa dopo che Gruntilda ha lanciato una sfera incantata contro la casa di Banjo, così l'orso dovrà recuperare Roysten e portarlo nel laghetto del Monte Spirale.

### Chimpy
Chimpy è una piccola scimmia che risiede sulla Montagna di Mumbo e adora le arance ma ha paura di avvicinarsi all'arancio perché su di esso si trova un gorilla. Se Banjo e Kazooie le portano un'arancia, Chimpy donerà loro un pezzo del puzzle e offrirà loro un aiuto supplementare. Somiglia molto a Diddy Kong.

### Conga

Conga

Conga è un gorilla amante delle arance e non abbandona il suo albero senza lottare. Il suo hobby è quello di lanciare arance a chi si avvicina al suo albero di arance. In Banjo-Tooie Conga fa da portinaio alla tenda del circo di Witchyworld e pretende che Banjo e Kazooie gli portino quattro biglietti per vedere uno spettacolo. In origine, il suo nome doveva essere Congo; se il giocatore si avvicina all'albero di Conga utilizzando la termite Conga si rivolgerà al giocatore chiamando se stesso Congo.

### Juju
Juju è un totem localizzato nei pressi della capanna di Mumbo. Se Banjo e Kazooie lo colpiscono con delle uova lui li premierà con un Jiggy e un Honeycombs.

### Bigbutt
Bigbutt è un toro grigio molto aggressivo presente sulla Montagna di Mumbo, nell'antro di Gruntilda e nel Bosco dell'Orologio. Ogni volta che i due protagonisti gli si avvicinano lui li caricherà per un breve tratto. È invulnerabile e non è possibile sconfiggerlo. Lo si vede anche nel filmato introduttivo di Banjo-Kazooie, dove carica un vitello marrone. Il suo nome significa "grosso fondoschiena". 

### Capitan Blubber
Capitan Blubber è un ippopotamo pirata che possiede una nave, la Salty Hippo, che si è arenata sull'Isola del Tesoro. Blubber conservava i suoi lingotti d'oro nella stiva della nave che si è allagata durante il naufragio e poiché è incapace di nuotare chiede a Banjo e Kazooie di recuperarli per lui. Blubber fa una comparsa nel filmato finale di Banjo-Kazooie mentre sta attraversando l'oceano con una moto d'acqua e ricompare in Banjo-Tooie, dove gestisce un negozio di moto d'acqua in via di fallimento presso la Laguna di Jolly Roger. Alla fine del gioco Blubber apparirà a bordo del Disco Volante del Pericolo, con il quale si schianterà a Borgo Showdown in Banjo-Kazooie: Viti & bulloni. In Banjo-Kazooie: Grunty's Revenge Banjo e Kazooie incontreranno Blubber ancora bambino alla Spiaggia dei Breegull.

### Snacker
Snacker è un squalo che insegue Banjo e Kazooie nel momento in cui finiscono in acque profonde. Appare in due livelli: Treasure Trove Cove e Rusty Bucket Bay. Banjo e Kazooie nonostante abbiano la possibilità di ucciderlo sparandogli cinque uova, lui rapidamente resuscita e ritorna ad attaccare la coppia.

### Nipper
Nipper è un enorme granchio eremita che crede di possedere la spiaggia, proclamando che la coppia non andrà in nessun luogo. Nel momento in cui Kazooie si lascia scappare un commento maleducato su Nipper, lui diventerà ostile. Per carcare di uccidere la coppia, l'attaccherà con i suoi artigli giganteschi. I Quando si ferma i suoi punti deboli sono gli occhi. Quando viene sconfitto, non ha altra scelta che ritirarsi nel guscio. Se Banjo e Kazooie ci entrano troveranno un Jiggy.

### Leaky
Leaky è un secchiello colorato che chiede a Banjo e Kazooie di riparare le sue crepe. Una volta riparato lui esaurirà l'acqua che conduce al castello di sabbia dove i due possono vincere un Jiggy digitando BANJOKAZOOIE o altri codici relativi allo Stop N' Swop.

### Clanker
Clanker è una balena metallica gigante che prova antipatia per l'acqua sporca in cui vive e ricompensa Banjo e Kazooie se gli forniscono dell'aria fresca e guariscono il suo mal di denti. L'interno del suo corpo è completamente visitabile, e Banjo e Kazooie possono entrarci nuotando attraverso le sue branchie.

### Gloop
Gloop è un pesce azzurro che vive negli abissi della Clanker's Cavern. Mentre Banjo cerca di liberare Clanker, il pesce lo aiuta a respirare fornendogli dell'aria sotto forma di bolle.

### Mr Vile
Mr Vile è un coccodrillo rosso che vive nella palude. Propone a Banjo e Kazooie una disputa truccata a suo modo.

### Tanktup
Tanktup è una tartaruga gigante a caccia di suoi simili, lamentandosi di sentire sempre freddo alle pinne. Banjo e Kazooie devono riscaldargliele e saranno ricompensati con un Jiggy. Dopo, lui aprirà la bocca, permettendo alla coppia di entrare.

### Tiptup
Tiptup è una tartaruga situata all'interno di Tanktup, insieme al suo coro. Riappare anche in Banjo-Tooie nella laguna di Jolly Roger. Il personaggio era già apparso al fianco di Banjo in Diddy Kong Racing.

### Croctus
Croctus è un coccodrillo d'oro di Bubblegloop Swamp. La sua bocca si apre e si chiude, e quando la coppia lo nutre di uova, scompare e riappare in un'altra locazione, finché non si eclisserà, lasciando un Jiggy. I suoi occhi sono fatti di gioielli.

### La famiglia di Boggy
Boggy è un simpatico orso polare abitante il Picco Congelato quasi sempre affetto dal mal di pancia causato dalla sua abitudine di ingerire un Jiggy. La prima volta che la coppia lo incontra Banjo e Kazooie devono schiacciare lo stomaco di Boggy con una slitta per farglielo sputare. Il suo hobby preferito è sfidare le persone nella corsa sulla slitta. Ha tre figli, Moggy, Soggy e Groggy che chiederanno al giocatore di portare loro dei regali. 
In Banjo-Tooie, Boggy e la sua famiglia si trasferisce sul Picco Innevato; in questo gioco Boggy è ingrassato tantissimo e passa il suo tempo a guardare la televisione e a mangiare pesce, mentre la signora Boggy accompagnerà i tre figli al parco divertimenti di Gruntilda, dove i tre si perderanno tra le attrazioni del parco. 

### Wozza
Wozza è un tricheco che vive in una caverna di Freeazy Peak. Nella sua caverna, si può vedere la Chiave di Ghiaccio, accessibile solo se vengono inseriti i codici giusti nel castello di Treasure Trove Cove. Non gradisce affatto la presenza di Banjo e Kazooie.

### Gobi
Gobi, il cammello, è legato ad un masso e si lamenta per il caldo. Quando Banjo e Kazooie lo liberano, scappa e rimane vicino a Trunker, una pianta, ma rifiuta di dividere la sua acqua con essa, finché Banjo non lo costringe. Più tardi, Banjo costringe Gobi a tossire un Honeycomb . Stavolta Gobi, annuncia di andarsene dalla valle, per cercare un luogo più tranquillo. In Click Clock Wood, Gobi si trova sotto un grande fiore, dove Banjo lo costringe ad abbandonare la sua acqua più volte, per far crescere il fiore, che si rivela essere una pianta gigantesca. Questa volta il cammello è veramente stufo dei due, così decide di andare al Lava World, dove Banjo e Kazooie non lo troveranno mai (è la pura verità, dato che questo livello è inesistente in questo gioco). In Banjo Tooie egli è invecchiato e ha una lunga barba e le sopracciglia cespugliose. Viene catturato da Gruntilda e imprigionato nella caverna degli orrori di Witchyworld, dove viene usato come attrazione. Banjo e Kazooie lo liberano e poi lo ritrovano nella stazione ferroviaria di Halfire Peak. Ancora una volta il povero cammello sarà costretto da Banjo a liberare la sua acqua per raffreddare la caldaia del treno, allo scopo di andare nell'Ici Side.

### Trunker
È un albero che si trova all'ingresso di Gobi's Valley. È molto assetato e Banjo e Kazooie non possono farci niente. Così obbligano il cammello Gobi a dissetarlo. Dopo di che l'albero cresce e sulla cima compare un Jiggy

### Rubee, Toots e Histup
Rubee è un incantatore di serpenti di Gobi's Valley. Possiede due animali: Histup, un serpente domestico e Toots, una specie di camaleonte.

### Jinxy
È una sfinge di Gobi's Valley. Il suo interno è pieno di tappeti volanti. Sopra due dei quali ci sono un Jinjo e un Jiggy.

### Re Sandybutt
Re Sandybutt era un re della valle. La sua tomba è un labirinto, dove si intende che i trasgressori siano intrappolati. Banjo e Kazooie avranno un tempo limitato per attraversare il labirinto. Se ci riusciranno verranno premiati da un Jiggy. Se no verranno uccisi.

### Grabba
È una mano gigante che spunta dalla terra. Possiede un Jiggy da più di mille anni, dice. Per sottrarglielo, Banjo e Kazooie devono corrergli incontro con le scarpette della velocità

### Loggo
Loggo è un water che permette a Banjo e Kazooie (stavolta nelle sembianze di una zucca) di viaggiare dentro di lui. In Banjo-Tooie, Gruntilda lo trasferisce a Grunty Industries, dove viene usato per il bagno dei carpentieri. Se Banjo e Kazooie gli lanciano un uovo a granata otterranno una pagina di Cheato.

### Motzand
Motzand è una mano spettrale gigante che suona l'organo nella chiesa. Chiede a Banjo e Kazooie di seguire le sue note premendo i tasti giusti. Se ci riusciranno senza sbagliare un tasto, Motzand si eclisserà e i due riceveranno un Jiggy. Il nome del personaggio è un portmanteau tra il nome del compositore Mozart e la parola "hand", che significa mano in inglese.

### Tumblar
Tumblar è un blocco di vetro. Al suo interno c'è un Jiggy che è solamente accessibile se si viene completata un'ortografia di BANJOKAZOOIE entro il limite del tempo a disposizione

### Napper
Napper è un fantasma. È stato incaricato da Gruntilda di proteggere un Jiggy. Non è molto difficile da prendere, però bisogna fare attenzione a non svegliarlo: bisogna scendere dal caminetto, camminare sulle sedie, saltare sul tavolo e prenderlo. Se il fantasma dorme è trasparente e se è sveglio è verde. Il suo nome è traducibile con "pisolatore" o "colui che pisola".

### Snorkel
Snorkel è un delfino intrappolato sotto l'ancora della Rusty Bucket.

### Gnawty
Gnawty è un castoro che risiede ai piedi dell'albero del Bosco dell'Orologio. L'ingresso alla sua tana è stato bloccato da una roccia e chiede a Banjo e Kazooie di romperla.

### Nabnut
Nabnut è uno scoiattolo che risiede all'interno del Bosco dell'Orologio. In ogni stagione compie delle attività diverse: in primavera mangia le ghiande, in estate, il suo ventre è gonfio come un pallone e si lamenta, in autunno lo scoiattolo si lamenta dalla fame e in inverno si goderà il letargo. A volte parla nel sonno.

### Eyrie
È un'aquila gigante che vive nel Bosco dell'Orologio. Banjo e Kazooie schiudono l'uovo di Eyrie in primavera e nelle due stagioni successive i due eroi devono sfamare l'aquilotto portandogli dei vermi. In inverno l'aquila sarà abbastanza grande per ricompensare Banjo e Kazooie per essersi presi cura di lui e volare via per altri lidi. 

### Zubba
Le Zubba sono delle api giganti situate all'interno di un grande alveare nel Bosco dell'Orologio. Sono incaricate di proteggere un Jiggy di Gruntilda e Banjo e Kazooie dovranno sconfiggerle per impossessarsene. In Banjo-Tooie costruiscono un nuovo alveare nella montagna della Nube Cuculandia e sfidano Banjo e Kazooie a un gioco di tiro al bersaglio.

### Dingpot
È il calderone di Gruntilda. È lui che dice a quest'ultima che la più bella di tutti è Tooty, suggerendole così di rapirla. Alla fine di Banjo Kazooie spedirà la coppia sulla torre in cui ha luogo lo scontro finale. In Banjo Tooie si trova nel laboratorio del B.O.B. dove ricarica tutte le munizioni delle uova e delle piume

### Jinjonator
Il Jinjonator è un grosso Jinjo blu con occhi rossi. Verrà azionato dal duo verso la fine dell'ultima battaglia. Una volta attivo inizierà a volteggiare nel cielo per caricarsi di energie e spingerà la strega giù dalla sua torre.

## Personaggi di Grunty's Revenge

### Bozzeye
Bozzeye è il nonno di Bottles e nel corso del gioco insegna a Banjo le abilità necessarie ad affrontare le varie sfide.

### Bleater
Le Bleater sono un gregge di pecore che vive a Cliff Farm e sono state disperse dai servitori di Gruntilda. Hanno bisogno dell'aiuto di Banjo per tornare al loro recinto e lo ricompensano con un Jiggy se riesce a farle tornare tutte indietro.

### Breegull
I breegull sono degli uccelli simili a Kazooie residenti alla spiaggia dei breegull.

### L'oracolo dei Jinjo
L'oracolo dei Jinjo è una statua che raffigura un Jinjo e suggerisce al giocatore dove sono nascosti i Jinjo. Se il giocatore ritrova tutti i Jinjo all'interno di un mondo di gioco la statua premia Banjo con un Jiggy.

## Nuovi personaggi principali di Banjo-Tooie

### Honey B
Honey B è un'ape che vive nell'altipiano dell'Isola delle Streghe. Se Banjo e Kazooie le portano il numero di favi d'alveare da lei richiesto verranno premiati con un favo supplementare. Il suo nome è un gioco di parole traducibile come "ape del miele", poiché in inglese la lettera B si pronuncia bee come ape. Honey B compare anche nel prequel di Banjo-Tooie, Banjo-Kazooie's Grunty's Revenge, dove ricopre il medesimo ruolo.

### Master Jiggywiggy
Master Jiggywiggy è una creatura che ha la testa a forma di tessera di puzzle e durante il gioco risiede sempre dentro il suo palazzo, anch'esso a forma di tessera di puzzle, nella radura boscosa dell'Isola delle Streghe. Jiggywiggy apre le porte che conducono ai vari mondi di gioco. Jiggywiggy ricopre lo stesso ruolo in Banjo-Kazooie's Grunty's Revenge.

### Mingella & Blobbelda Winkybunion
Mingella & Blobbelda Winkybunion sono le sorelle di Gruntilda, nonché due delle principali antagoniste del gioco. La prima è alta e magra, la seconda è bassa e grassa come un elefante. All'inizio del gioco arrivano a Spiral Mountain a bordo dell'Hag 1, un escavatore, e rimuovono il masso che teneva prigioniera la sorella. Per tutto il gioco rimarranno nel loro laboratorio per cercare di ripristinare il corpo di Gruntilda. Verranno eliminate dalla sorella stessa, se battute da Banjo e Kazooie nel Quiz Tower Tragedy. A differenza di Gruntilda, loro non parlano quasi mai in rima.

### Jamjars
Jamjars è un sergente, nonché fratello di Bottles. Ricopre il ruolo avuto da Bottles nella precedente avventura. La prima volta che lo incontrano, Banjo e Kazooie lo scambiano per Bottles in uniforme.

### Re Jingaling
Re Jingaling è il re dei Jinjo e sovrano del loro villaggio. Sarà lui a dare al duo il primissimo Jiggy del gioco. Subito dopo però sarà vittima di un incantesimo del B.O.B. il macchinario di Mingella e Blobbelda, che lo trasforma in uno Zombi. Alla fine del gioco verrà salvato da Banjo e Kazooie.

### Humba Wumba
Humba Wumba è una pellerossa che trasforma Banjo e Kazooie in altre creature o altri oggetti in cambio dei Glowbo. Non sopporta Mumbo Jumbo e se lo sciamano prova a entrare nella tenda di Humba lei lo obbliga ad andarsene.

## Personaggi secondari di Banjo-Tooie

### Signora Bottles
La signora Bottles è la moglie di Bottles e aspetta con impazienza il ritorno del marito per cenare. Banjo non ha il coraggio di dirle della brutta fine che ha fatto il povero talpone, perciò intima a Kazooie di tenere il becco chiuso.

### Googles e Speccy
Googles e Speccy sono i figli di Bottles. Sono molto affezionati al padre, confidando a Banjo che li porterà, la settimana successiva, a giocare a palla nello stadio di Kickball, al Tempio Maya.

### Capo Bloatazin
Il Capo Bloatazin è il re dei Maya. Vive in un palazzo pieno di soldi ed è il custode della reliquia sacra del dio Targitzan, che nel corso del gioco viene rubata da una tribù di cavernicoli.

### Ufficiale Unogopaz
Ufficiale Unogopaz è un grande moggy che protegge l'ingresso allo stadio di Kickball. È molto caparbio e impedisce l'entrata allo stadio a chiunque non giochi. Il nome di questo personaggio si legge come "you no go pass", traducibile come una versione sgrammaticata dell'espressione "voi non passerete".

#### Dilberta
Dilberta è un topo e una cercatrice d'oro che è finita prigioniera nel carcere del Tempio Maia. È amica di Bill Bullion, il cercatore della Miniera Rio Dorato, il quale promette una ricompensa a Banjo e Kazooie se riescono a liberarla.

### Bovina
Bovina è una mucca che gestisce una fattoria al Tempio Maia. Ultimamente la sua azienda è circondata da molte mosche, così chiede a Banjo e Kazooie di ucciderle. In cambio gli darà un Jiggy.

### Slumber
Slumber è un serpente che dorme quasi sempre, ma si sveglia ogni volta che la coppia è nei paraggi e contemporaneamente ingoia lo Jiggy che custodisce. Appena i due si allontanano, il serpente risputa fuori lo Jiggy e si riaddormenta. Per prendere il Jiggy senza svegliare il serpente, Banjo deve camminare in silenzio.

#### Tagitzan
Tagitzan è il dio supremo del Tempio Maia. È un totem gigante situato all'interno del tempio ed è infastidito dalla presenza di Banjo e Kazooie.

#### Bill Bullion
Bill Bullion è un prospettore della Glitter Gulch Mine, amico di Dilberta. Un gruppo di "bastoni" di TNT noto come Bangsticks minaccia di far saltare in aria la sua miniera, così chiede a Banjo e Kazooie di disinnescarli. Come ricompensa, Bill consegna a Banjo e Kazooie un Jiggy, o meglio due, se contemporaneamente riuscissero a liberare Dilberta dalla prigione.

#### Mary
Mary è una canarina richiusa in una gabbia nella Glitter Gulch Mine. Dopo essere stato liberato, propone al duo di sfidarlo in due corse a bordo di uno scalcinato carrettino intorno alla miniera per sgranchirsi le ali. Se Banjo e Kazooie lo battono per tutte e due volte riceveranno un Jiggy e una pagina di Cheato. Dopo di che Mary vola via, dicendo, "Credo che ci rivedremo un giorno". E difatti è così. Viene ritrovata nel Cloud Cukooland, dove sfida un'altra volta la coppia in altre due corse. Nota bene: queste gare saranno molto più difficili. Se i due vinceranno riceveranno un altro Jiggy e un'altra pagina di Cheato.

### Vecchio Re Coal
Il Vecchio Re Coal (il cui nome originale, Old King Coal, suona come "Old King Cole", che è il nome di una filastrocca inglese) è il capo della miniera e abita nella caldaia di una locomotiva di nome Chuffy. Dopo che la coppia lo ha sconfitto il Vecchio Re Coal lascerà alla coppia il suo Jiggy e permetterà loro di utilizzare il suo treno per navigare attraverso i vari mondi di gioco.

### Signora Boggy
La signora Boggy è la moglie di Boggy. Durante il suo soggiorno al Mondostregato, i suoi bambini scappano, e lei è incapace di trovarli. Quindi chiede aiuto a Banjo e Kazooie. I figli sono nascosti in diverse zone del parco. Il primo accetta di tornare dalla madre solo in cambio di un po' di patatine fritte. Il secondo ritornerà dalla madre solo dopo averle "prese" da Banjo e Kazooie a causa della sua riluttanza. Il terzo ha fatto indigestione di hamburger ed è enormemente ingrassato. Appena Mrs Boggy lo vede, prima lo rimprovera e dopo la bugia del piccolo: "È stato l'orso a costringermi" lo picchia. Stanca, ma soddisfatta, consegna alla coppia un Jiggy, e poi parte per Halfire Peaks per raggiungere il marito.

### Grande Al
Il Grande Al è un rinoceronte che gestisce una bancarella di hamburger nel Mondostregato. Non si sa precisamente come ha trovato lavoro, ma lui afferma che, prima della bancarella, puliva i bagni. Ha standard di igiene terribili (emana una cattiva tosse verde e ha la tendenza a starnutire sui suoi hamburger, che spesso gli cadono anche per terra.)  Quando lo incontrano per la prima volta Banjo e Kazooie gli manifestano di aver fame, ma dopo averlo visto starnutire e tossire sugli hamburger, dichiarano che il loro appetito svanisce di colpo. Gli hamburger servono per convincere uno dei figli di Mrs Boggy a tornare dalla mamma, e a nutrire una famiglia di uomini primitivi situati a Terrydactyland.

### Salty Joe
Salty Joe è una volpe che vende patatine fritte. È un po' maleducato e detesta i clienti ma è anche gentile. "Buon appetito e buona giornata", dice, dopo aver offerto patatine fritte alla coppia.

### Mr. Toppa
Mr. Toppa è un grande dinosauro verde gonfiabile, nonché il capo del Mondostregato. Quando Conga consente a Banjo e Kazooie di entrare nella sua tenda, appare Mr. Patch. Dopo il commento di Kazooie sulla sua dimensione raggiunge quasi il soffitto, e la lotta comincia. La coppia sgonfia il pupazzo distruggendogli le toppe. In Banjo Kazooie, Nuts and Bolts viene rigonfiato da Gruntilda "per turbare la quiete della Contea Pazzerella". Dopo che Banjo e Kazooie lo ri-sgonfiano, Gruntilda costruisce un tessuto di metallo, finché Banjo e Kazooie non lo spingono verso un enorme cactus.

### Jolly Roger
Jolly Roger è una rana e il proprietario della locanda "Jolly's" situata sulla laguna che porta il suo nome. Quando Banjo e Kazooie lo incontrano, lui è preoccupato per la sua partner persa in qualche luogo nella laguna e teme che sia stata inghiottita da un pesce gigante. Permette ai due di prenotare una stanza, anche se li avverte che una talpa ha scavato un buco attraverso il pavimento. La partner di Jolly, Merry Maggie è stata proprio inghiottita da un pesce gigante. Banjo e Kazooie devono entrare nel pesce per salvarla, e, dopo questo favore, verranno premiati con un jiggy. In Banjo-Kazooie: Viti & bulloni affermerà di aver cambiato il proprio nome in Jolly Dodger e di essere diventato un contrabbandiere.

### Pawno
Pawno è una rana, alla quale manca una gamba, che gestisce una sporca locanda del commercio alla laguna di Jolly Roger. Cerca di vendere i suoi due elementi più costosi, un Jiggy e una pagina di Cheato. Alcuni degli altri elementi, che non riesce a vendere, sono il ritratto di Brentilda e la bambola di pezza di Gruntilda.

### Tiptup Jr.
Tiptup Jr. è il figlio di Tiptup. Il padre non riesce a far schiudere l'uovo, quindi chiede a Kazooie di covarlo al posto suo. Tiptup Jr. esce dal proprio uovo rovesciato, per cui Kazooie dovrà colpirlo per rimetterlo a pancia sotto.

### Chris P. Bacon
Chris P. Bacon è un maiale fotografo intento a fotografare antichi dipinti in un tempio di Atlantide, ma viene torturato dai pesci rosa che lo mordono, nonostante il fatto che si trovi in una gabbia. Banjo e Kazooie devono sparare uova contro i pesci fino a quando Chris non ha terminato di fotografare. Il suo nome si legge come "crispy bacon", letteralmente "pancetta croccante".

### Lord Woo Fak Fak
Lord Woo Fak Fak è il capo della laguna di Jolly Roger e abita negli abissi della laguna. Essendo un pesce anziano e malato si trova in uno stato di riposo, ma appena Banjo e Kazooie irrompono involontariamente nel suo rifugio, si arrabbia, così da inizio alla battaglia. Dopo essere stato sconfitto rimarrà comunque vivo, anche se galleggerà a pancia in su e borbotterà alcune frasi, tra cui il fatto che lui e il padre di Banjo andavano a pesca insieme.

### Alph, Beti e Gammo
I loro nomi, ovviamente derivano dalle lettere dell'alfabeto greco. Sono tre alieni la cui astronave è rimasta bloccata sul fondo della laguna di Jolly Roger. La loro astronave ha bisogno di energia, per cui Banjo e Kazooie li aiutano sparando del ghiaccio nei motori. Gli alieni sono così in grado di ripartire per andare prendere i figli e portarli in gita in montagna. Ai Picchi Nevefuoco uno degli alieni cade accidentalmente dall'astronave e muore. Dopo essere stato rianimato da Mumbo, l'alieno gli chiede di ritrovare i suoi tre figli, ma Mumbo non può farlo, così se ne occupa Banjo. Purtroppo anche uno dei figli ha perso la vita, così i due tornano da Mumbo per rianimare il piccolo alieno. Un altro alieno è infreddolito, così Kazooie lo deve scaldare un po', mentre l'ultimo è stato sepolto vivo, ma nonostante ciò in perfetta salute. Quando la famigliola viene riunita, gli alieni se ne vanno, lasciando in dono un Jiggy. I loro nomi richiamano le lettere greche Alfa, Beta e Gamma.

### Merry Maggie
È la partner di Jolly Roger ed è stata ingoiata da un pesce enorme. Dopo la sua liberazione Jolly dà alla coppia un Jiggy. Assomiglia molto alla principessa Ruto in Ocarina of Time.

### Tribà degli Unga Bunga
Gli Unga Bunga sono una tribù primitiva che risiede in una caverna di Terridattilandia e sono muniti di una mazze spinose; uno di loro ha rubato la reliquia di capo Bloatazin, cui fa la guardia.

### Oogles Boogles
Gli Oogles Boogles sono tre primitivi che vivono in una gelida caverna e non hanno niente da mangiare. Sono gli unici primitivi di Terridattilandia a non avere intenzioni ostili nei confronti di Banjo e Kazooie.

### Terry
Terry è un enorme pterodattilo, nonché capo di Terridattilandia. Terry attacca Banjo e Kazooie perché crede che abbiano rubato le sue uova, ma in seguito allo scontro chiarirà l'equivoco e si dimostrerà amichevole nei confronti dell'orso e della breegull, i quali si daranno da fare per far schiudere le sue uova e riportare i piccoli al nido di Terry.

### Chompa
Chompa è un plesiosauro che risiede all'interno della montagna di Terry e inghiotte Banjo e Kazooie non appena essi si avvicinano al suo lago affinché essi uccidano tutti i germi all'interno del suo stomaco per liberarlo dall'ulcera.

### Stomponadon
Stomponadon è un enorme piede di dinosauro che risiede nella caverna più alta di Terridactilandia. Un personaggio simile a Stomponadon avrebbe dovuto inizialmente apparire in Dream, un gioco di ruolo sviluppato da Rare per Super Nintendo e che in seguito divenne Banjo-Kazooie.

### Dippy
Dippy è un diplodoco molto assetato. Può essere dissetato dopo che Banjo e Kazooie hanno svuotato un laghetto nella Nube Cuculandia.

### Styracosaurus Family
La famiglia di Styracosauri è composta dalla madre Scrotty e dai figli, ciascuno con un problema. Scrat è ammalata, e l'unico dottore che la madre conosca è Mumbo che abita sulla scogliera di Cliff Top. Scrit ha problemi di crescita, mentre Scrut ha preso i soldi ed è scappata a Witchyworld, ma è stata imprigionata in una gabbia come attrazione.

### Clinker
Clinker è un altoparlante antropomorfico che non appare mai di "persona", ma la sua voce è sentita ogni qualvolta Banjo e Kazooie fanno un passo falso. La sua voce viene sentita in tutta la "Caverna del Fallimento". Il nome del personaggio è anche una freddura sulla "Clanker's Cavern". Curiosità: Caverna del Fallimento, così tradotta, è originariamente Clinker's Cavern.

### Weldar
Weldar è una sorta di serpente - caldaia, nonché boss delle Grunty Industries. Dopo la battaglia distruggerà un meccanismo di rulli per permettere alla coppia di raggiungere un Jiggy.

#### Sabreman
Sabreman, stella del videogioco Sabre Wulf, è un esploratore che si è smarrito sul Picco Innevato e si è congelato fino a trasformarsi in un blocco di ghiaccio mentre fuggiva dal suo nemico Sabre Wulf. Dopo essere stato scongelato da Mumbo, Sabreman dice di essere troppo debole per tornare a casa a piedi e quindi deve essere portato da Banjo con lo zaino nella sua tenda sul Picco Infuocato. Talvolta parla nel sonno.

#### Al Foco e Al Fredo
Al Foco e Al Fredo (Chilly Billy e Chilly Willy in lingua originale) sono due draghi fratelli che dominano i due lati dei Picchi Nevefoco e lanciano sfere di fuoco e ghiaccio agli intrusi. Entrambi forniscono inconsapevolmente a Banjo e Kazooie un mezzo per raggiungerli: Al Foco lancia una sfera di fuoco che distrugge un edificio dentro al quale si nasconde una pedana di volo, mentre Al Fredo lancia una sfera di fuoco che ferisce uno yeti di nome Piedone, permettendo loro di prendere le scapre scalavette di Piedone e di raggiungere la cima del picco. Entrambi i draghi scambiano Banjo e Kazooie per fornitori di pizza e, dopo che la coppia si è rifiutata di consegnarla, i due draghi si arrabbiano e danno inizio alla battaglia, al termine della quale i due draghi leveranno le tende.

### Piedone
Piedone (Biggafoot) è uno yeti che risiede sul Picco Innevato. Possiede un piede normale e un piede enorme. Si rifiuta di concedere a Banjo e Kazooie le scarpe Scalavette, finché Al Fredo non lo ferisce al piede grosso.

#### George & Mildred
George e Mildred sono due cubetto di ghiaccio abitanti il Picco Innevato. Quando Banjo incontra Mildred a Picco Innevato lei gli racconta che suo marito George è sparito senza lasciare tracce; Banjo incontrerà George a Nube Cuculandia, dove il cubo di ghiaccio racconterà di essere stato rapito da un rapace e portato sopra la nuvola. Su richiesta di George, Banjo spinge George giù dalla Nube Cuculandia con la speranza di farlo tornare nel Picco Innevato, ma per un errore di calcolo George finirà nel Picco Infuocato.
I nomi dei due cubetti di ghiaccio George e Mildred sono un omaggio all'omonima serie TV inglese.

#### Superstash
Superstash è una cassaforte gigante situata nella caverna centrale della Nube Cuculandia ed è incaricata di sorvegliare il Jiggy di Gruntilda. La cassaforte sarebbe lieta di regalare il suo contenuto, ma ha scordato la combinazione. Banjo e Kazooie devono viaggiare attorno al livello per ritrovare quattro numeri: 1, 9, 8, e 4, i cui numeri, come ricordato da Superstash, richiamano il 1984, l'anno in cui la Rare ha cambiato nome da Ultimate play the game a Rareware.

#### Signor Fit
Signor Fit è un oritteropo ossessionato dalla ginnastica. Indossa pantaloni viola e aspetta che qualcuno lo batta nel salto in alto, nella corsa del sacco, e nello sprint sui 100 metri, e se viene sconfitto tutte e tre le volte regalerà uno Jiggy.

#### Mingy Jongo
Nella Nube Cuculandia sono presenti due teschi di Mumbo, uno rosso e uno blu. In un teschio abita Mingy Jongo, un robot con le sembianze di Mumbo che attaccherà il giocatore e lo sfiderà in battaglia.

### Hag 1
L'Hag 1 è un escavatore utilizzato da Mingella e Blobbelda per raggiungere Spiral Mountain e liberare la sorella. Funge da boss finale, guidato da Gruntilda. È dotato di cannoni, laser e gas tossici. Ogni tanto si guasterà, così Banjo e Kazooie possono approfittarne per entrarci e distruggere alcuni dispositivi. Alla fine della battaglia esplode in mille pezzi, insieme alla sua guidatrice.

### B.O.B.
Il Big O' Blaster è un macchinario creato da Mingella e Blobbelda, per risucchiare energia anche a distanza di chilometri. Un filmato mostra le due streghe che spiegano alla sorella Gruntilda, il funzionamento del B.O.B. Il macchinario viene usato anche da Banjo e Kazooie per resuscitare Jingaling e Bottles.

## Personaggi di Banjo-Kazooie: Viti & Bulloni

### Signore dei Giochi (L.O.G)
Il Signore dei Giochi (Lord of Games), noto anche come LOG, si presenta a Banjo e Kazooie affermando di essere il creatore di tutti i videogiochi esistenti e si è deciso a mettere fine una buona volta per tutte alla faida tra Banjo e Kazooie. Poiché ritiene che i giocatori non siano più interessati ai videogiochi piattaforma come Banjo-Kazooie, L.O.G. propone ai due di cimentarsi in una serie di sfide pilotando dei veicoli di loro costruzione; il vincitore otterrà la proprietà del Monte Spirale e lo sconfitto andrà a lavorare alla fabbrica di videogiochi di L.O.G. Nel corso dei filmati di intermezzo L.O.G. dimostra di essere in grado di teletrasportarsi e di poter mettere il gioco in pausa in qualsiasi momento. Inoltre minaccia Banjo e Kazooie di poterli ridurre a un cumulo di pixel.

### Trophy Thomas
Trophy Thomas è una tigre campione di sport.

### Pikelet
Pikelet è un grosso maiale poliziotto che cerca di mantenere l'ordine a Borgo Showdown.

### Piddle
Sostituisce Klungo come aiutante. Piddle è un gattino (il cui nome significa "birichino") molto furbo.